# Gran Oriente Latinoamericano
Gran Oriente Latinoamericano, G:.O:.L:.A:., är en samfrimurerisk storloge med 25 loger i Sverige, Belgien, Frankrike, Guatemala, Mexiko, Colombia, Ecuador, Uruguay, Argentina och Chile. Orden är inte reguljär.

## Historik
Chilenare hade efter militärkuppen 1973, där bland andra frimuraren president Salvador Allende begick självmord, och den därpå följande militärdiktaturen tvingats fly från sitt land. I början av 1980-talet började exilchilenska frimurare som befann sig i Frankrike ta kontakt med varandra för att återuppta sitt frimureriska arbete. De var frimurarbröder från Gran Logia de Chile, som var en reguljär storloge. Den 21 juni 1984 öppnade de tre loger: logen Lautaro i Paris, logen Janus i Stockholm samt logen Presidente Allende i Köpenhamn. De skapade samtidigt storlogen Gran Oriente de Chile en el Exilio. De fick sina patentbrev från Grand Orient de France. De ändrade 1990 namn till Gran Oriente Latinoamericano.

## Verksamhet
Logerna under G:.O:.L:.A:. har både män och kvinnor som medlemmar. De är adogmatiska och ställer därmed inga krav på religiös övertygelse hos medlemmarna. De arbetar efter den franska riten (Rite Français). G:.O:.L:.A:. är medlem av CLIPSAS, som är en organisation för  liberala och adogmatiska frimurarorganisationer.

## G:.O:.L:.A:. i Sverige
I Sverige har GOLA fyra loger:
- Janus Nr 2 i Stockholm
- Amerika Nr 30 i Norrköping
- Constructores por la Paz Nr 32 i Södertälje
- Nórdica Nr 34 i Nacka